# James Earl Ray
James Earl Ray (10. března 1928 Alton, Illinois – 23. dubna 1998 Nashville, Tennessee) byl americký vrah odsouzený za atentát na Martina Luthera Kinga.
Baptistického kazatele Martina Luthera Kinga, který na následky zranění brzy poté zemřel, postřelil 4. dubna 1968 v 18:01 v Memphisu. Za spáchání atentátu byl odsouzen na 99 let vězení.
10. června 1977 uprchl (spolu s šesti dalšími vězni) z vězení, ale o tři dny později byl dopaden a trest mu byl zvýšen na 100 let odnětí svobody.
Zemřel 23. dubna 1998 na selhání ledvin v důsledku hepatitidy C.